# Liste des lieux patrimoniaux de Squamish-Lillooet
Cet article recense les lieux patrimoniaux du district régional de Squamish-Lillooet inscrit au répertoire des lieux patrimoniaux du Canada, qu'ils soient de niveau provincial, fédéral ou municipal.

## Liste des lieux patrimoniaux
| [ 1 ] | Lieu patrimonial                  | Illustration                      | Municipalité    | Adresse    | Coordonnées    | No   | Constr. | Prot. | Rec. | Notes |
| ----- | --------------------------------- | --------------------------------- | --------------- | ---------- | -------------- | ---- | ------- | ----- | ---- | ----- |
| F     | Concentrateur des mines Britannia | Concentrateur des mines Britannia | Britannia Beach | Highway 99 | 49.6333 -123.2 | 7561 | 1923    | LHN   | 1987 |       |